# Ludwig Soswinski
Ludwig Soswinski (* 15. Jänner 1905 in Wien; † 9. Februar 1997 ebenda) war ein österreichischer Widerstandskämpfer gegen den Nationalsozialismus, Jurist, Politiker, Antifaschist und KZ-Häftling. Er war nach der Zeit des Nationalsozialismus Funktionär in mehreren NS-Opferverbänden sowie Mitbegründer und Vizepräsident des Dokumentationsarchivs des österreichischen Widerstandes.

## Leben
Soswinski war der Sohn eines Schriftsetzers in der Staatsdruckerei Wien. Er absolvierte nach dem Ende seiner Schullaufbahn ein Studium der Rechtswissenschaft an der Universität Wien und wurde dort nach Studienende 1929 zum Dr. jur. promoviert. Nach dem Gerichtsjahr war er Revisor der Konsumgenossenschaft im Zentralverband der österreichischen Konsumvereine. Schon während seines Studiums betätigte er sich als Funktionär beim Sozialdemokratischen Studentenschaft. Danach war er Zugskommandant der Akademischen Legion beim Republikanischen Schutzbund.
Nach dem bewaffneten Aufstand Mitte Februar 1934 gegen den austrofaschistischen Ständestaat unter Engelbert Dollfuß trat er der zu dieser Zeit illegalen Kommunistischen Partei Österreichs (KPÖ) bei und wurde deswegen spätestens 1937 inhaftiert und im Februar 1938 amnestiert. Nach dem „Anschluss“ von Österreich an das nationalsozialistische Deutsche Reich wurde Soswinski am 13. März 1938 durch die Gestapo verhaftet und am 1. April 1938 im Zuge des sogenannten Prominententransports in das KZ Dachau eingeliefert. Von Ende September 1939 bis Anfang März 1940 wurde er in das KZ Flossenbürg verlegt und Anfang März 1940 wieder nach Dachau rücküberstellt.
In Dachau wurde Soswinski nach einigen Monaten Kapo in der „Zahlmeisterei Schubraum“, wo er mit der Verwaltung von Häftlingskonten beschäftigt war. Soswinski war an Geldumbuchungen von Konten wohlhabender Häftlinge – mit deren Wissen – auf Konten mittelloser Häftlinge beteiligt, damit auch diese in der Lagerkantine einkaufen konnten. Nachdem diese finanziellen Transaktionen im Frühjahr 1940 durch Angehörige der Lager-SS aufgedeckt wurden, kamen die Mitglieder des Zahlmeisterei-Kommandos auf Anordnung des Schutzhaftlagerführers Egon Zill für 45 Tage in verdunkelte Einzelzellen des Lagerbunkers und wurden danach für ein Jahr der Strafkompanie zugeteilt. Im Januar 1944 wurde Soswinski in das KZ Majdanek überstellt und nach der Auflösung des Lagers im Juli 1944 in das Stammlager des KZ Auschwitz.
Soswinski war Funktionshäftling und gehörte der 1942 entstandenen österreichischen Widerstandsgruppe im Stammlager an. Weitere Mitglieder der Widerstandsgruppe waren Alfred Klahr, Hermann Langbein, Ernst Burger, Rudolf Friemel und Ludwig Vesely. Im Mai 1943 entstand aus der österreichischen Widerstandsgruppe und dem polnischen Lagerwiderstand die Kampfgruppe Auschwitz. Soswinski gehörte bei der KGA ab Herbst 1944 der Internationalen Leitung an. Nach der „Evakuierung“ des KZ Auschwitz gelangte Soswinski in das KZ Mauthausen, wo er erneut dem Lagerwiderstand angehörte. In Mauthausen wurde er im Mai 1945 befreit.
Nach dem Kriegsende heiratete Soswinski die Auschwitzüberlebende Herta Soswinski, geborene Mehl. Er war stellvertretender Vorsitzender der Kreditlenkungskommission und gehörte ebenso bis 1948 dem Generalrat der Österreichischen Nationalbank an, unter anderem befasste er sich mit der Wiedereinführung des Schillings. Von 1945 bis 1958 gehörte er dem Wiener Gemeinderat und dem Landtag an. Zusammen mit seiner Ehefrau trat er nach 1968 aus der KPÖ aus. Zudem engagierte er sich seit der Befreiung vom Nationalsozialismus für die Belange ehemaliger Widerstandskämpfer und NS-Opfer. Ab 1955 war er Obmann des Landesverbandes im Bundesverband österreichischer Widerstandskämpfer und Opfer des Faschismus (KZ-Verband) und ab 1964 wirkte er in gleicher Funktion im Bundesverband. Zudem wurde er Vizepräsident der Internationalen Föderation der Widerstandskämpfer (FIR), begründete die Arbeitsgemeinschaft der Opferverbände in Österreich und war Obmann der Lagergemeinschaft Mauthausen, deren Nachfolgeorganisation das Mauthausen Komitee Österreich ist. Er war 1963 Mitbegründer des Dokumentationsarchivs des Österreichischen Widerstandes (DÖW). Er wurde schließlich Vizepräsident dieser Organisation. Ab 1980 wirkte er bei der Überführung des DÖW in eine Stiftung mit und betätigte sich dort bis zur Einsetzung des Stiftungsrates (1984) als Kurator. Er wurde am Friedhof der Feuerhalle Simmering bestattet.

## Auszeichnungen
- Silbernes Ehrenzeichen für Verdienste um das Land Wien (1971)[1]
- Großes Ehrenzeichens für Verdienste um die Republik Österreich (1980)[1]
- Goldenes Ehrenzeichen für Verdienste um das Land Wien (1987)[1]
- Großes Verdienstkreuz Erster Klasse Bundesrepublik Deutschland[1]
- Ehrenzeichen für Verdienste um die Befreiung Österreichs (1977)[1]
- Ehrenzeichen in Gold des Kriegsopfer- und Behindertenverbands für Wien, Niederösterreich und Burgenland[1]